# Yemen en los Juegos Paralímpicos
Yemen en los Juegos Paralímpicos está representado por el Comité Paralímpico de Yemen, miembro del Comité Paralímpico Internacional.
Ha participado en tres ediciones de los Juegos Paralímpicos de Verano, su primera presencia tuvo lugar en Barcelona 1992. El país no ha obtenido ninguna medalla en las ediciones de verano.
En los Juegos Paralímpicos de Invierno Yemen no ha participado en ninguna edición.

## Medallero

### Por edición
Juegos Paralímpicos de Verano
| Evento         | Oro | Plata | Bronce | Total |
| -------------- | --- | ----- | ------ | ----- |
| Barcelona 1992 | 0   | 0     | 0      | 0     |
| 1996 – 2016    | –   | –     | –      | –     |
| Tokio 2020     | 0   | 0     | 0      | 0     |
| París 2024     | 0   | 0     | 0      | 0     |
| TOTAL          | 0   | 0     | 0      | 0     |